# Марк Баже
Марк Баже (фр. Marc Baget; 5 вересня 1984, Турне) — професійний французький регбіст.

## Спортивна кар'єра
Баже грав на позиції номер 8 за команду Біарріц Олімпік. З ними Марк і здобув два титули в чемпіонаті Франції — Топ 14. З 2016 по 2013 грав для Авірон Байонне, пізніше перейшов до Безьє Еро, а з 2015 року є гравцем Ажен.

## Клуби
- 2003—2006: Біарріц Олімпік
- 2006—2013: Авірон Байонне
- 2013—2015: Безьє Еро
- 2015— : Ажен